# パワーフォークII
パワーフォークⅡは、1989年11月にSANKYOが発売した、センター役物の中にフォークリフトをイメージした役物が配置されているパチンコ機のシリーズ名。
パワーフォークⅡの1機種がある。

## 概要
貯留型の羽根モノタイプ。センターに配置されているメイン役物の構造は、中央にフォークリフト、下段ステージ手前中央がVゾーンとなっている。Vゾーンの手前には、2ミリほどの溝がVゾーンに向かって伸びており、V入賞をサポートしてくれる。役物の構造や動きはやや複雑だが、V入賞率は高いのが特徴である。その分、羽根開放のためのチャッカーには入賞しづらくなっている。

## スペック
- パワーフォークⅡ
  - 賞球数 ALL13
  - 大当たり最高継続 8R
  - 最大貯留 4個

## 演出
センター役物の羽根は1チャッカー入賞で0.45秒開放され、2チャッカー入賞時は0.6秒2回開放される。いずれかのチャッカーに入賞すると、フォークリフトは荷台を上昇させながら前進した後に、荷台を下降しながら後退する動きを見せる。

大当たり中は、羽根開閉5回後にフォークリフトが前進し、左右に最大で2個ずつの玉を貯留することが出来るようになる。この貯留はハズレ4カウント後か羽根開閉17回後に解除される。貯留解除時は、リフトが上昇してVゾーンのある下段ステージに全て玉が流れ込む。